# سيرجيو فيلا (مغني)
سيرجيو فيلا (بالإسبانية: Sergio Villa)‏ هو مغني مكسيكي، ولد في 1986.